# Linia kolejowa nr 371
Linia kolejowa nr 371 – jednotorowa, niezelektryfikowana linia kolejowa znaczenia miejscowego łącząca stację Wolsztyn z przystankiem osobowym Krzyż Rudno.
Pierwotnie linia kończyła bieg na stacji Żagań i posiadała długość 92,621 km. Na odcinku w km (-0,176) – 0,512 (obręb stacji Wolsztyn) nie jest udostępniana przez PKP PLK, a na odcinku 0,512 – 17,100 udostępniana jest według specjalnej procedury.
Na odcinkach Sławocin (granica zarządu PKP PLK) – Otyń oraz Nowa Sól – Stypułów na terenach po linii kolejowej w ramach projektu „Kolej na rower – Budowa ścieżek rowerowych w ramach rozwoju transportu ekologicznego na terenie powiatu nowosolskiego”, współfinansowanego przez Unię Europejską ze środków Europejskiego Funduszu Rozwoju Regionalnego w ramach Regionalnego Programu Operacyjnego – Lubuskie 2020, została wybudowana ścieżka rowerowa.
Linia podlega pod obszar konstrukcyjny ekspozytury Centrum Zarządzania Linii Kolejowych Poznań, a także pod Zakład Linii Kolejowych w Zielonej Górze.

## Galeria

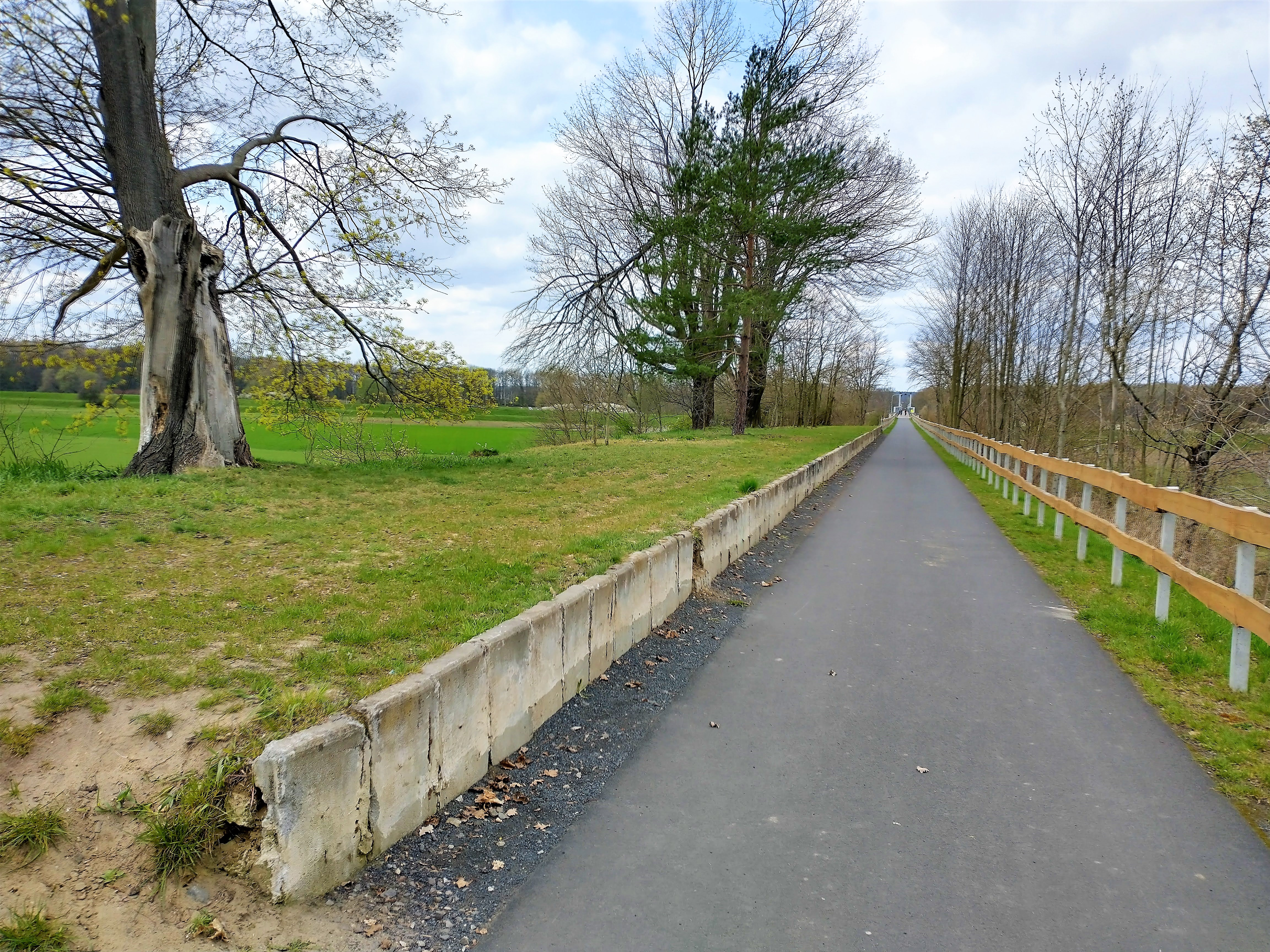
Ścieżka rowerowa przy dawnym przystanku Stany
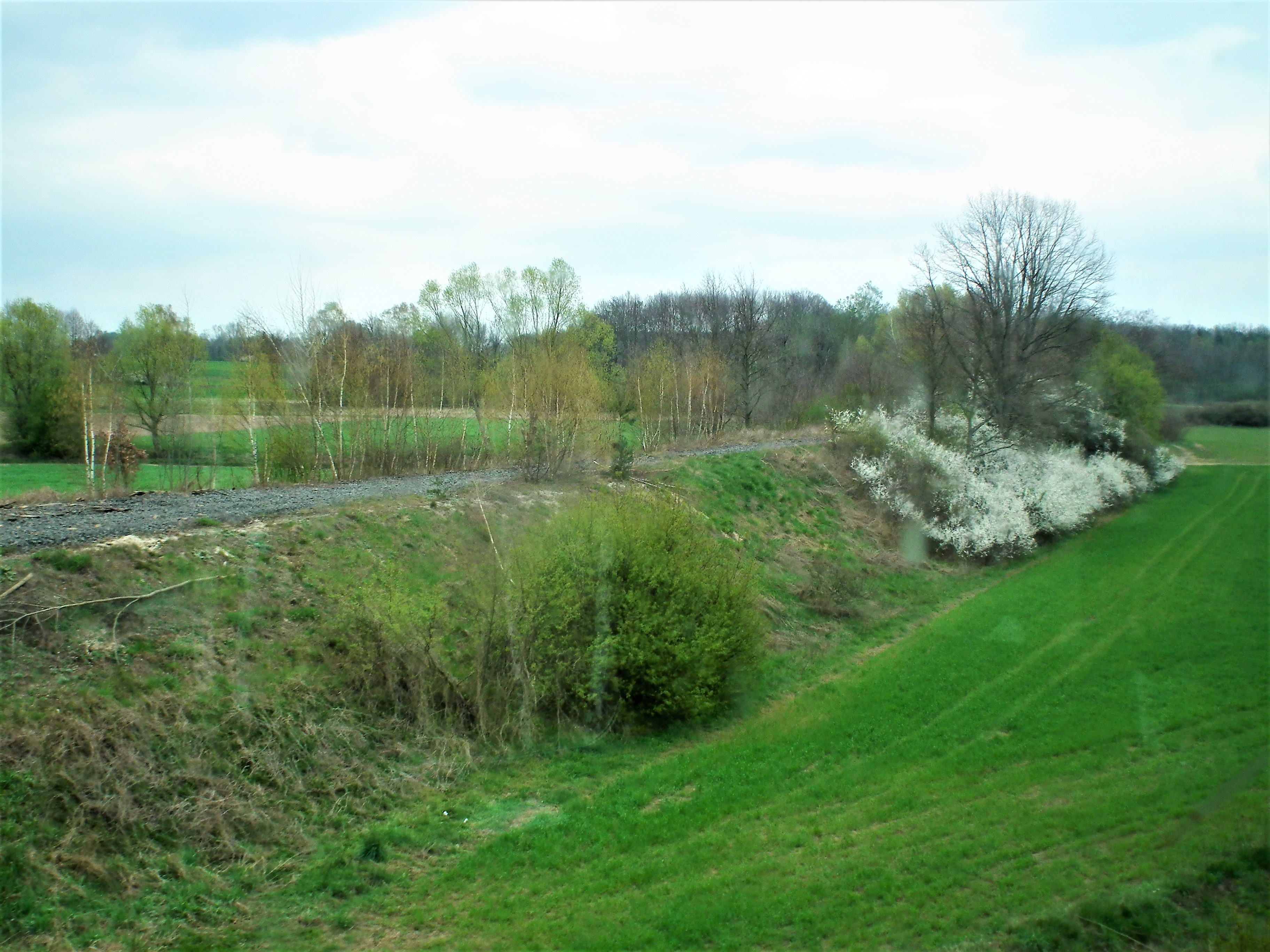
Nasyp po zlikwidowanej linii
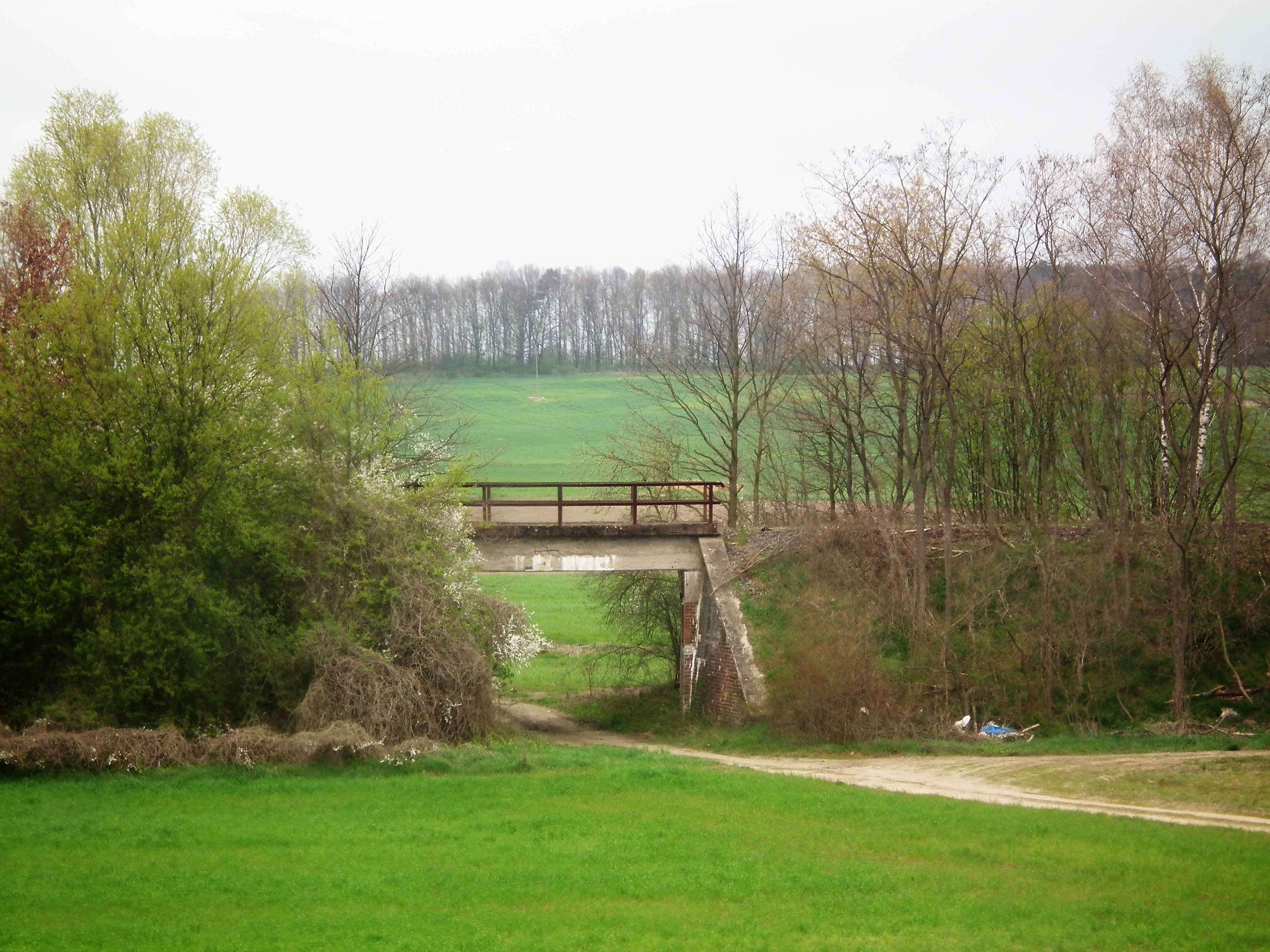
Wiadukt nad polną drogą
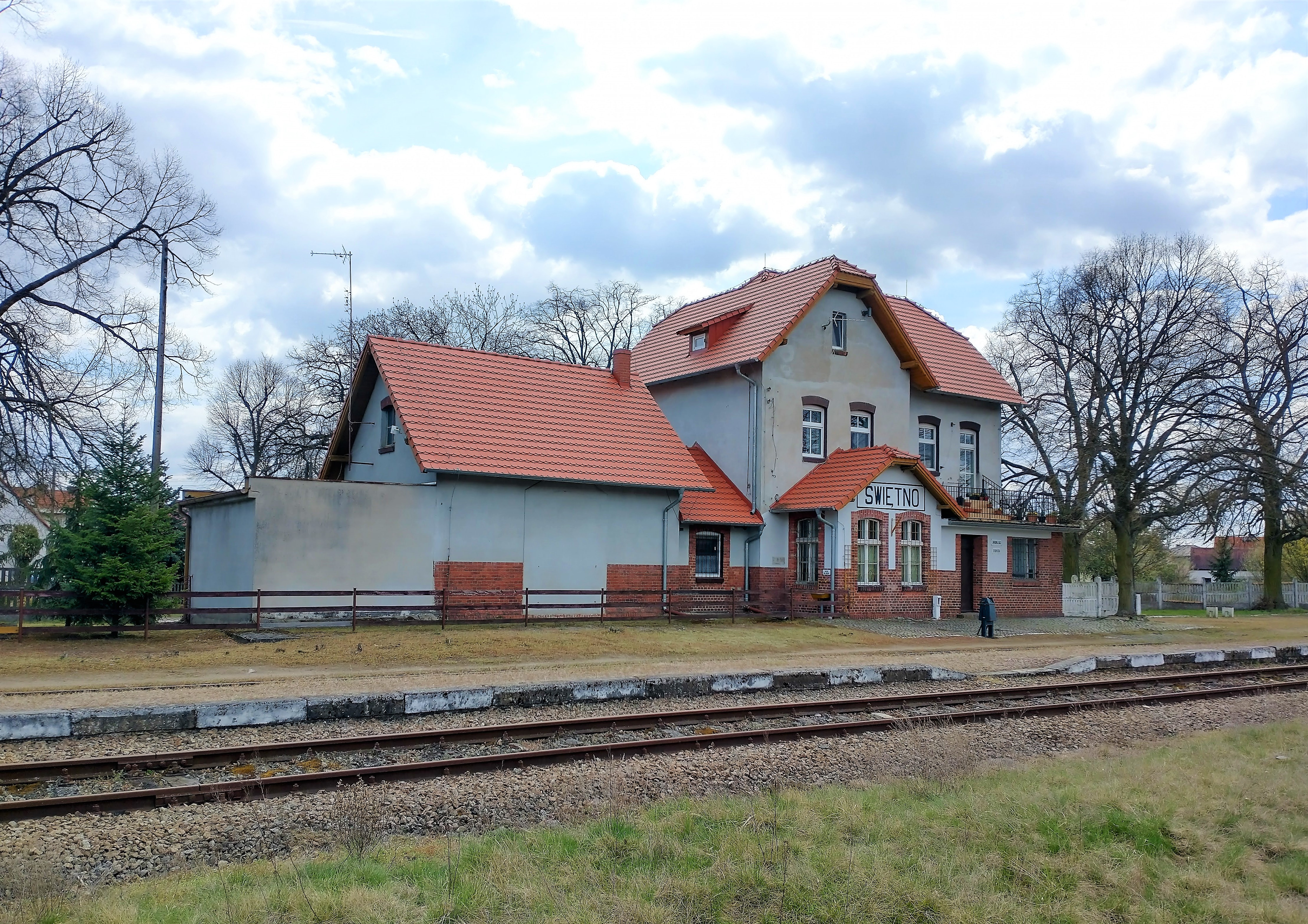
Dworzec przy ładowni Świętno
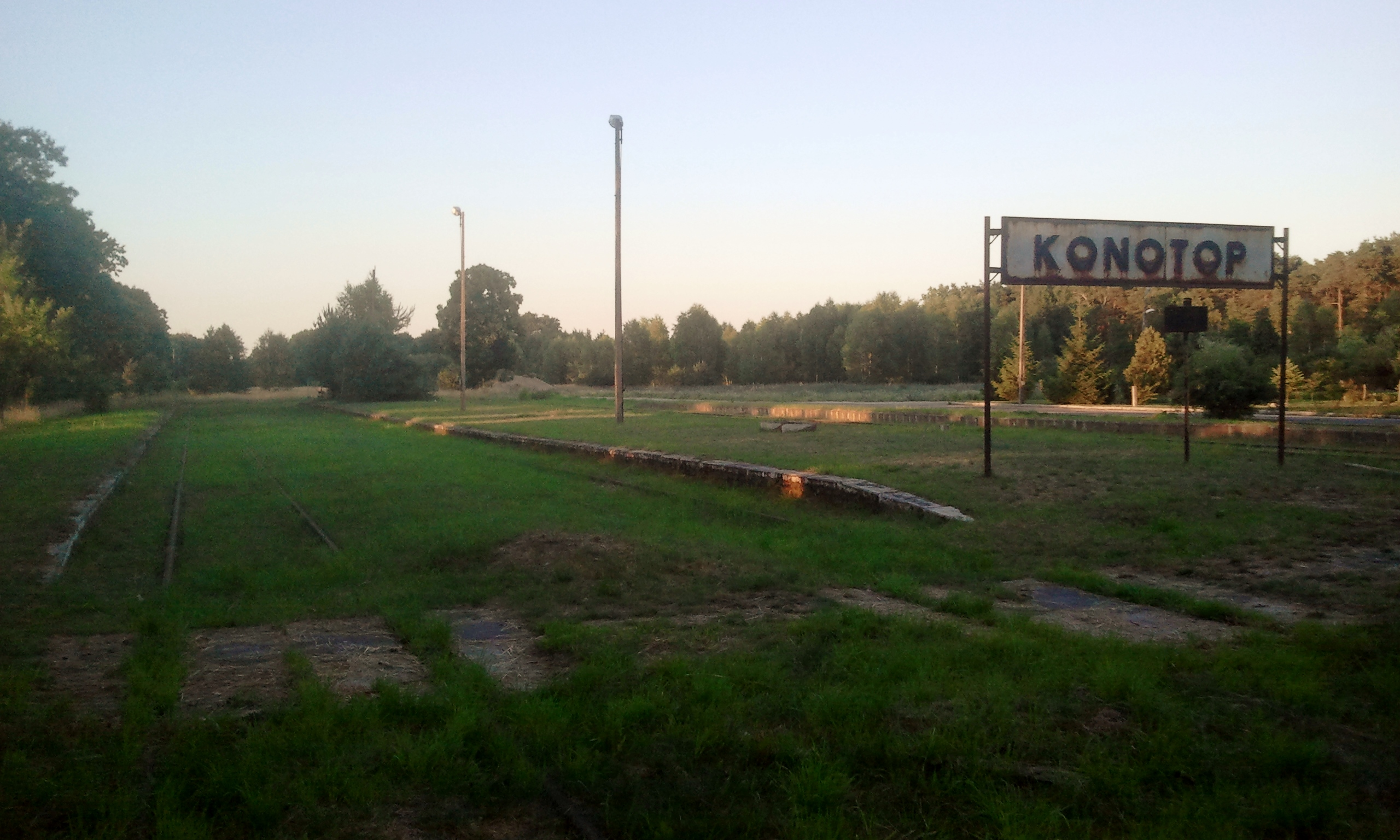
Ładownia i przystanek osobowy Konotop
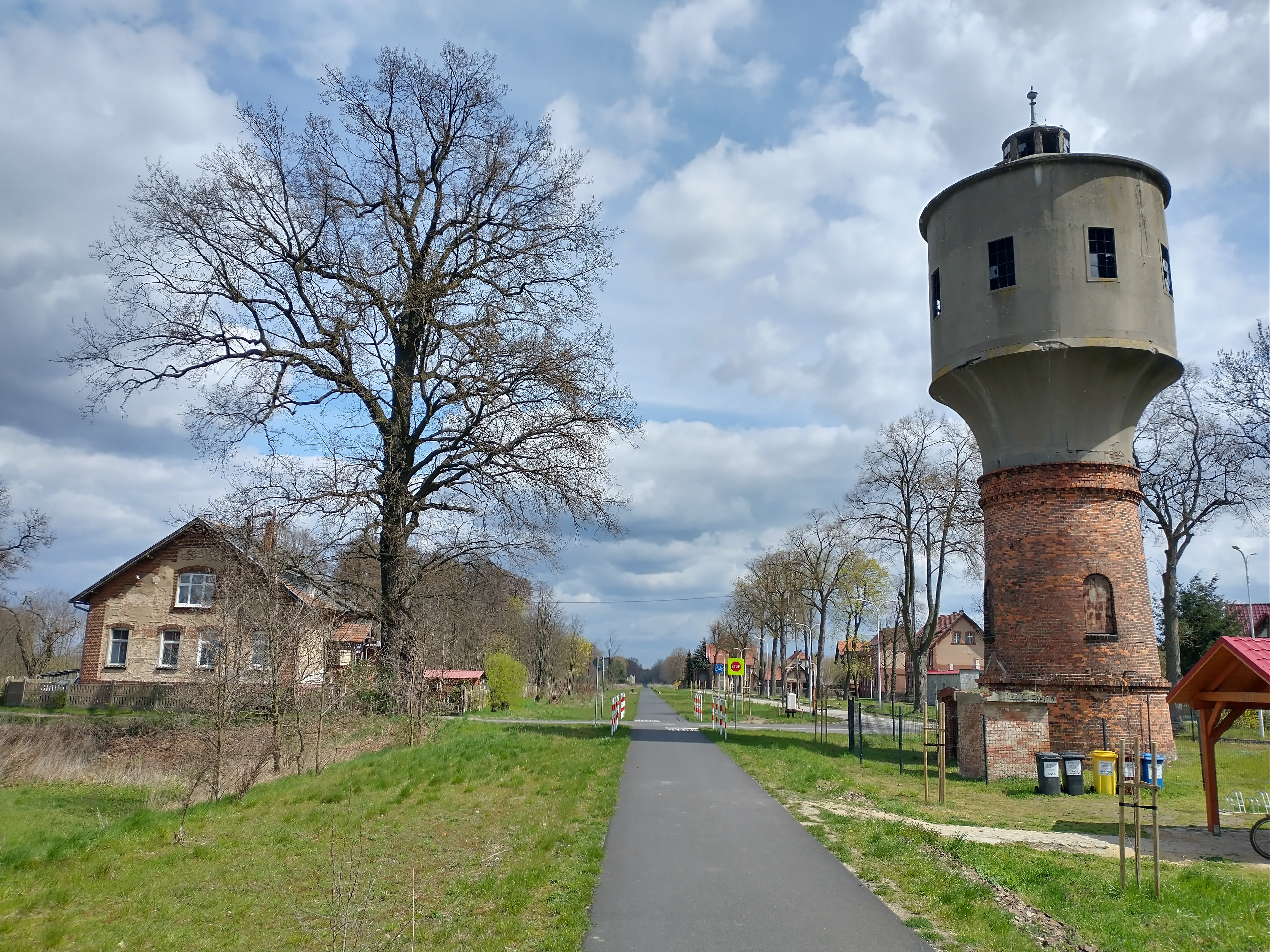
Ścieżka rowerowa w Konotopie
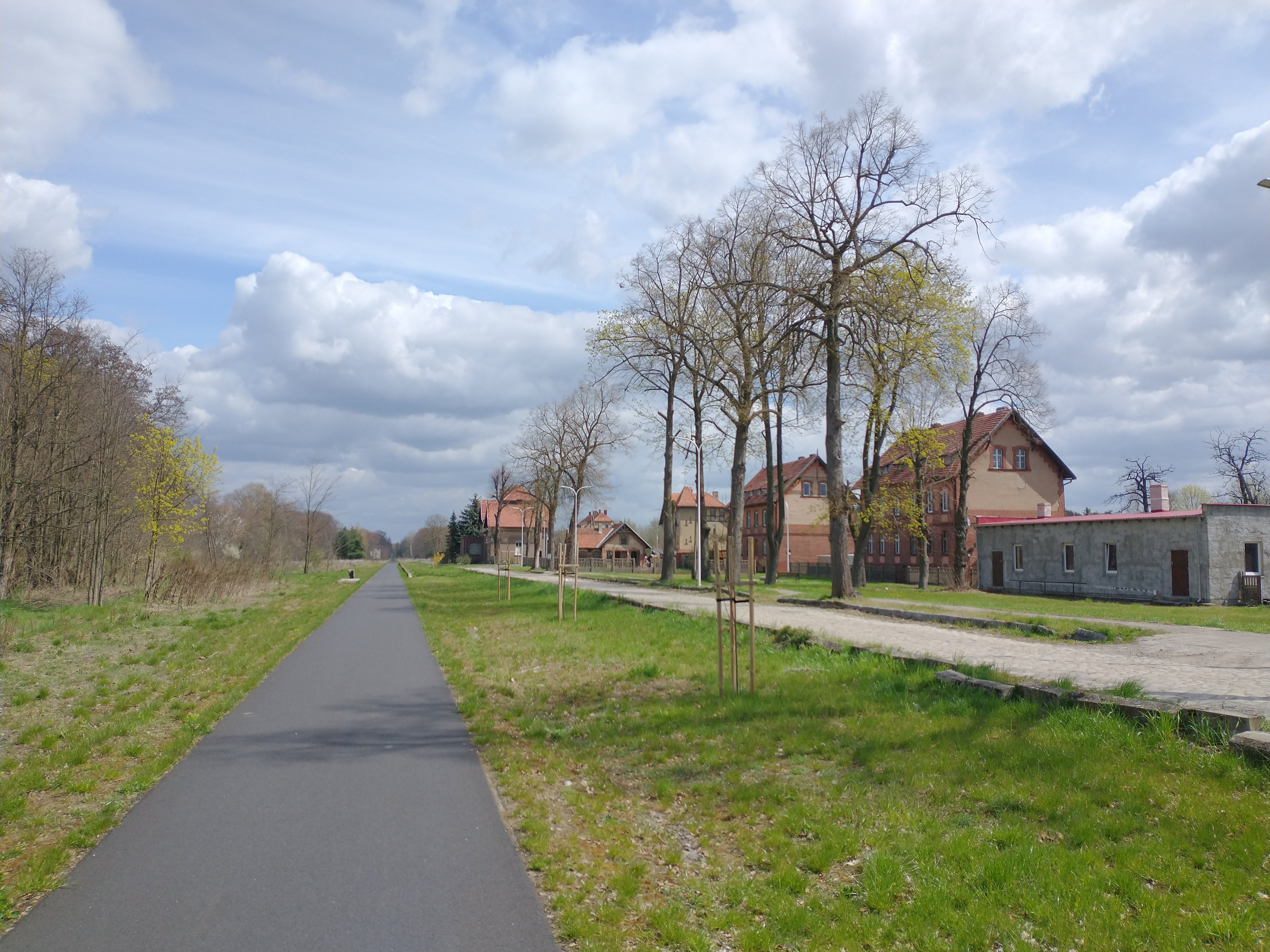
Ścieżka rowerowa w Konotopie
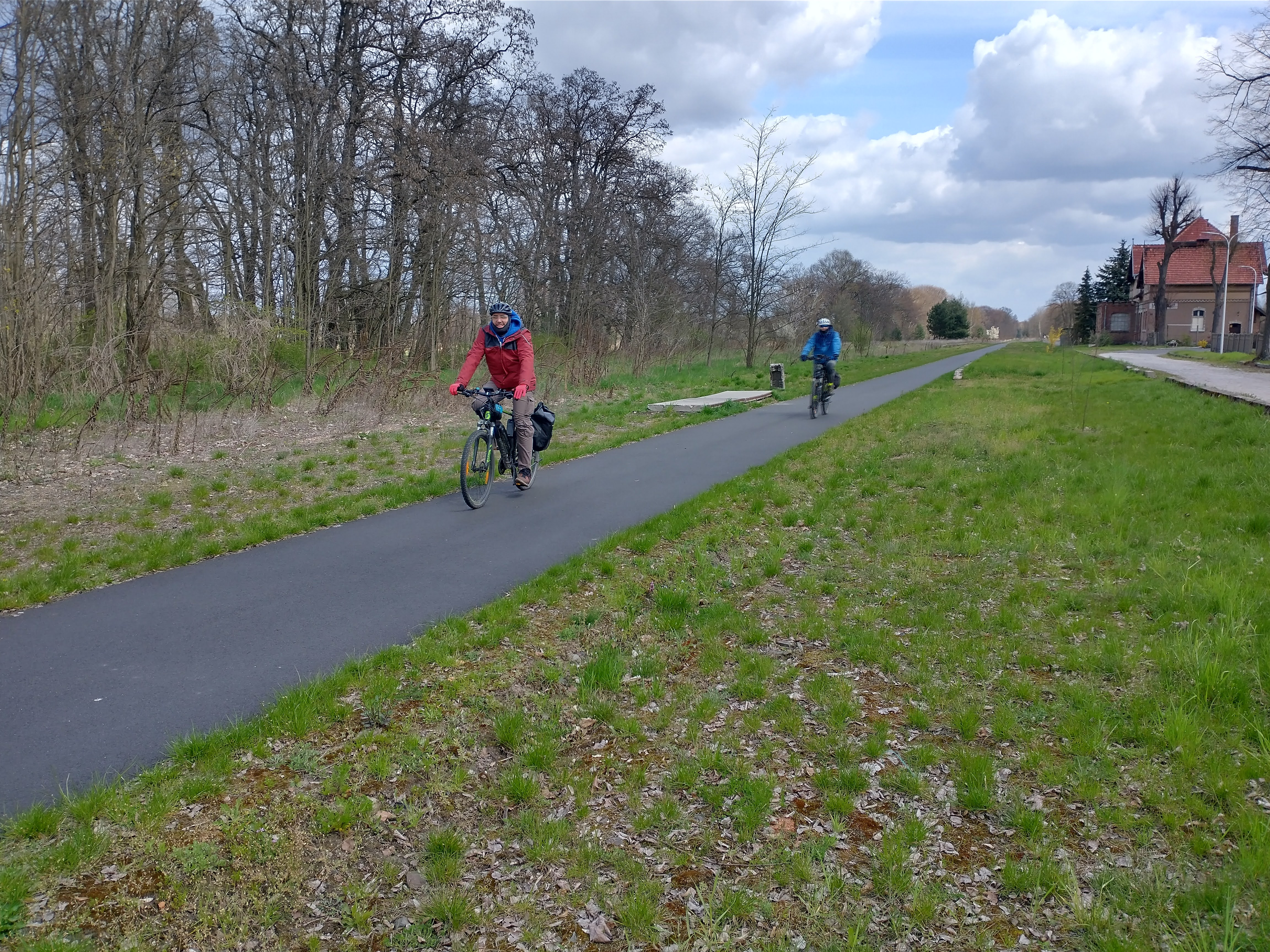
Ścieżka rowerowa w Konotopie
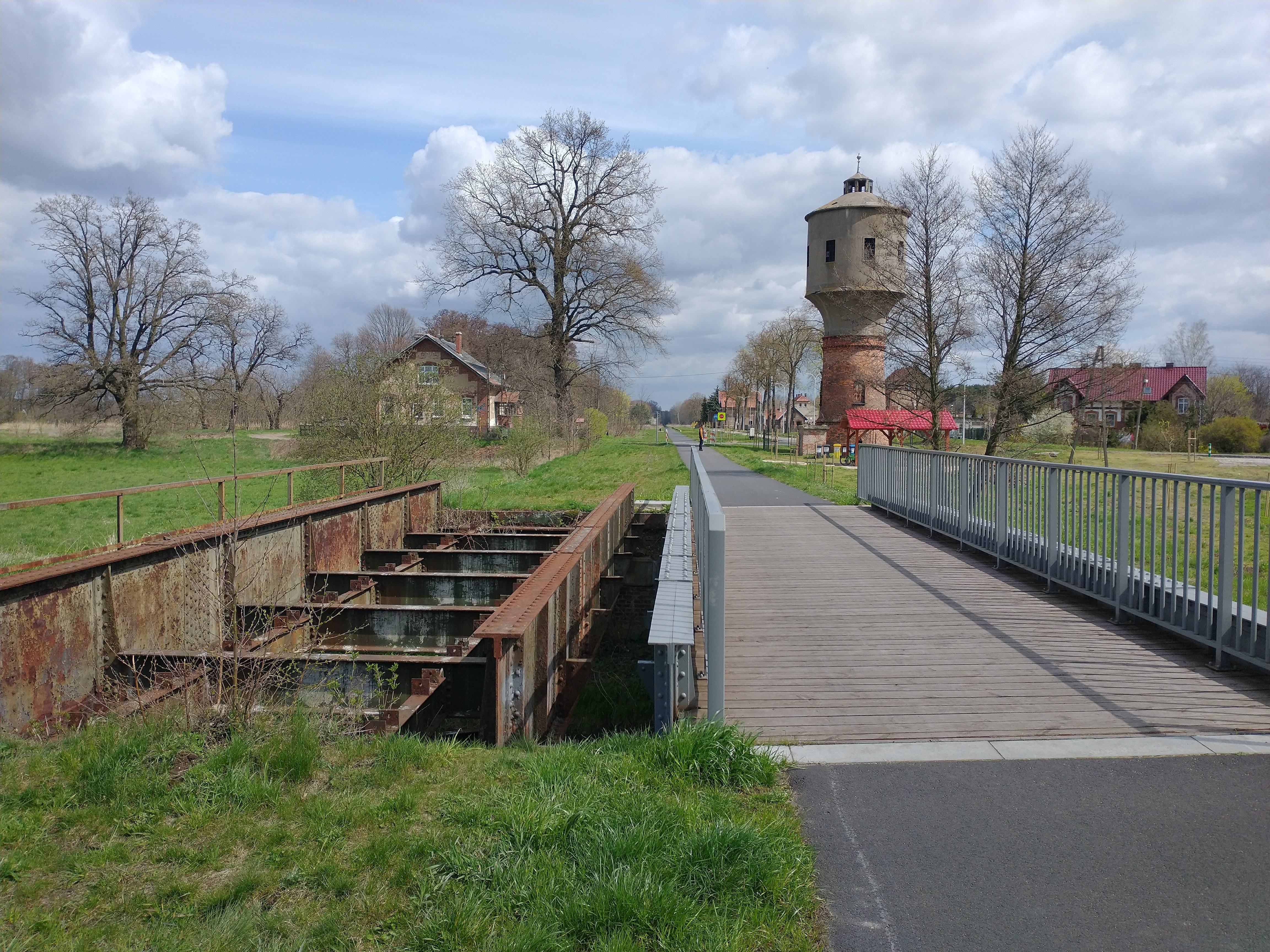
Mosty nad Obrzycą
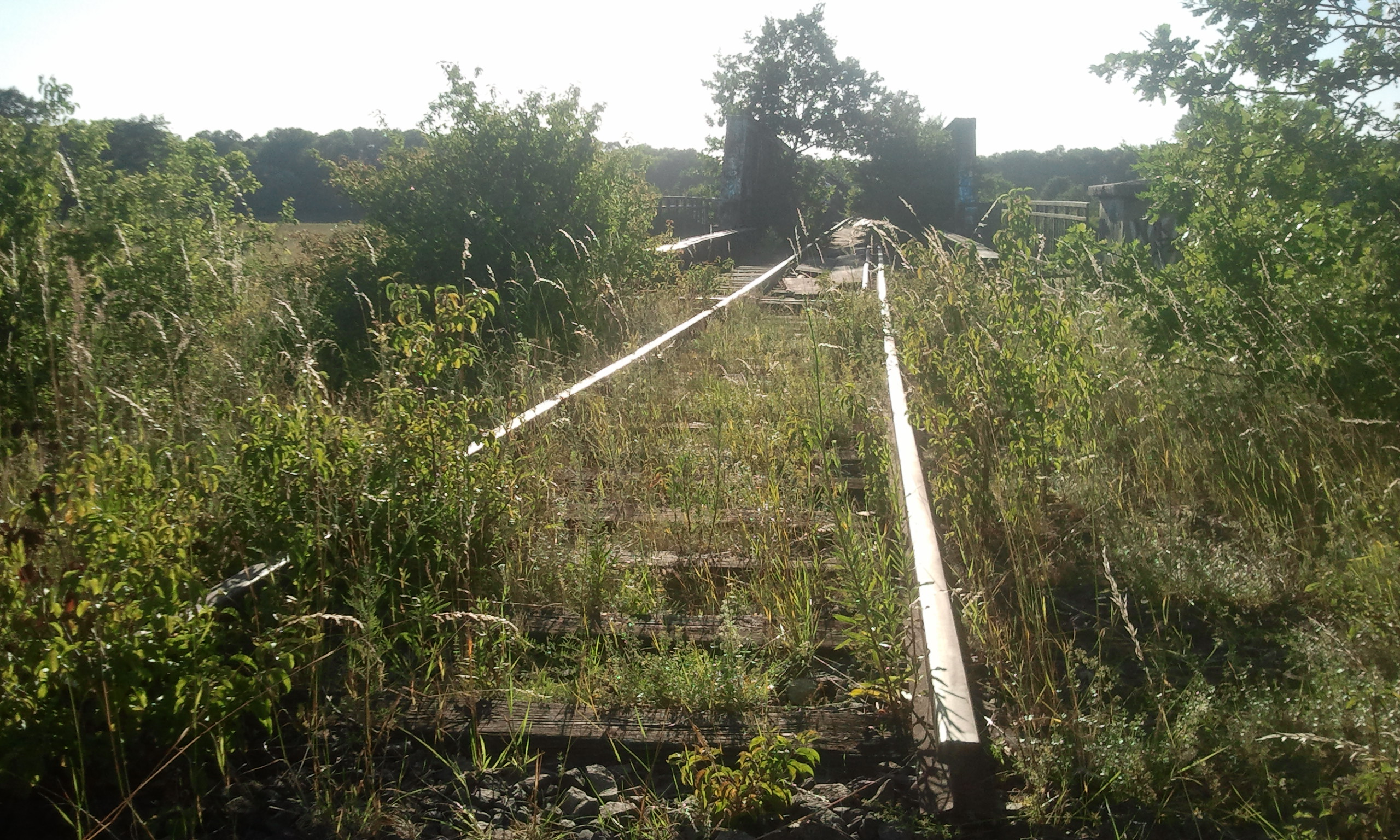
Most w Stanach przed wybudowaniem ścieżki rowerowej (2015)
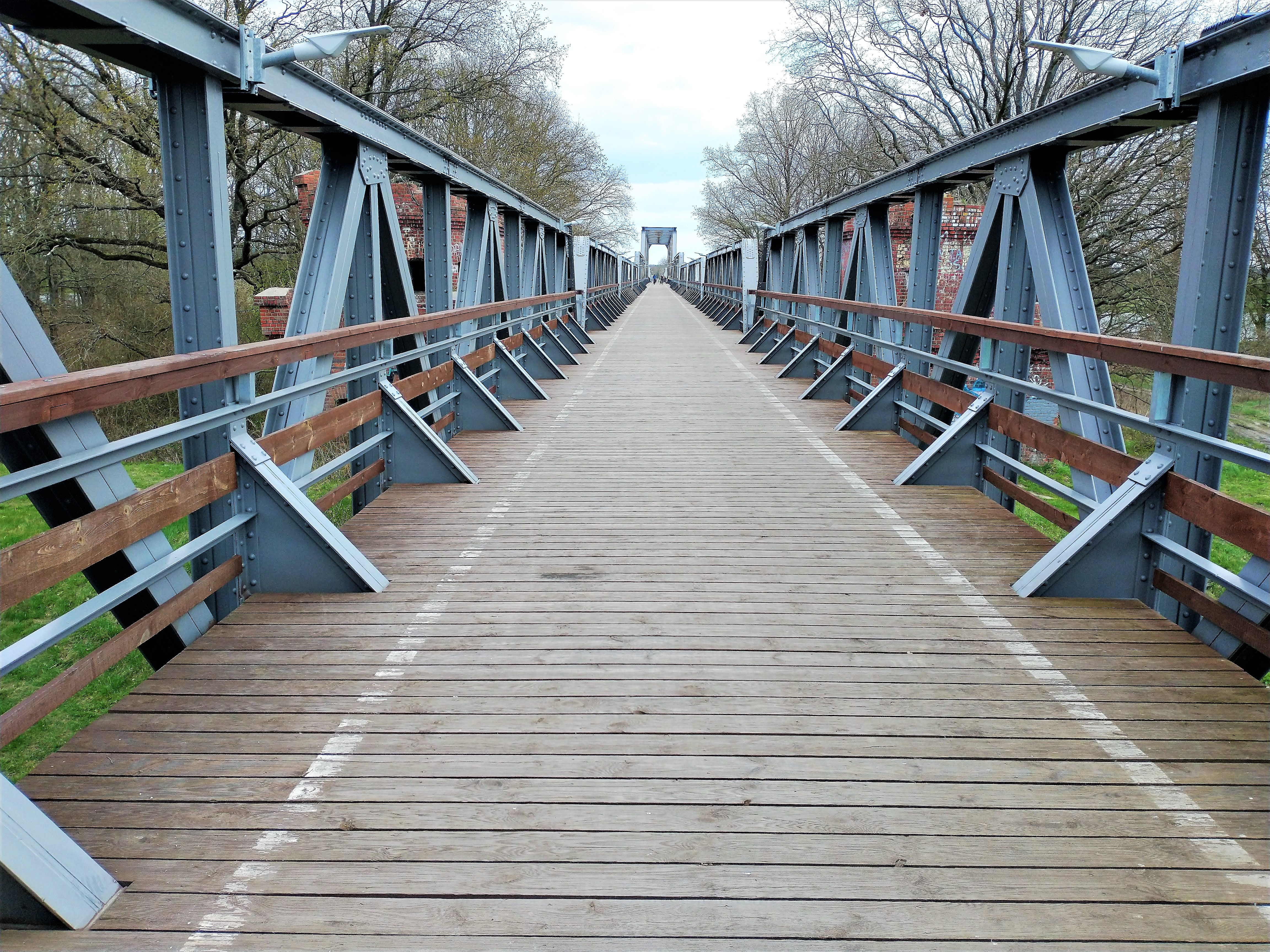
Most kolejowy w Stanach
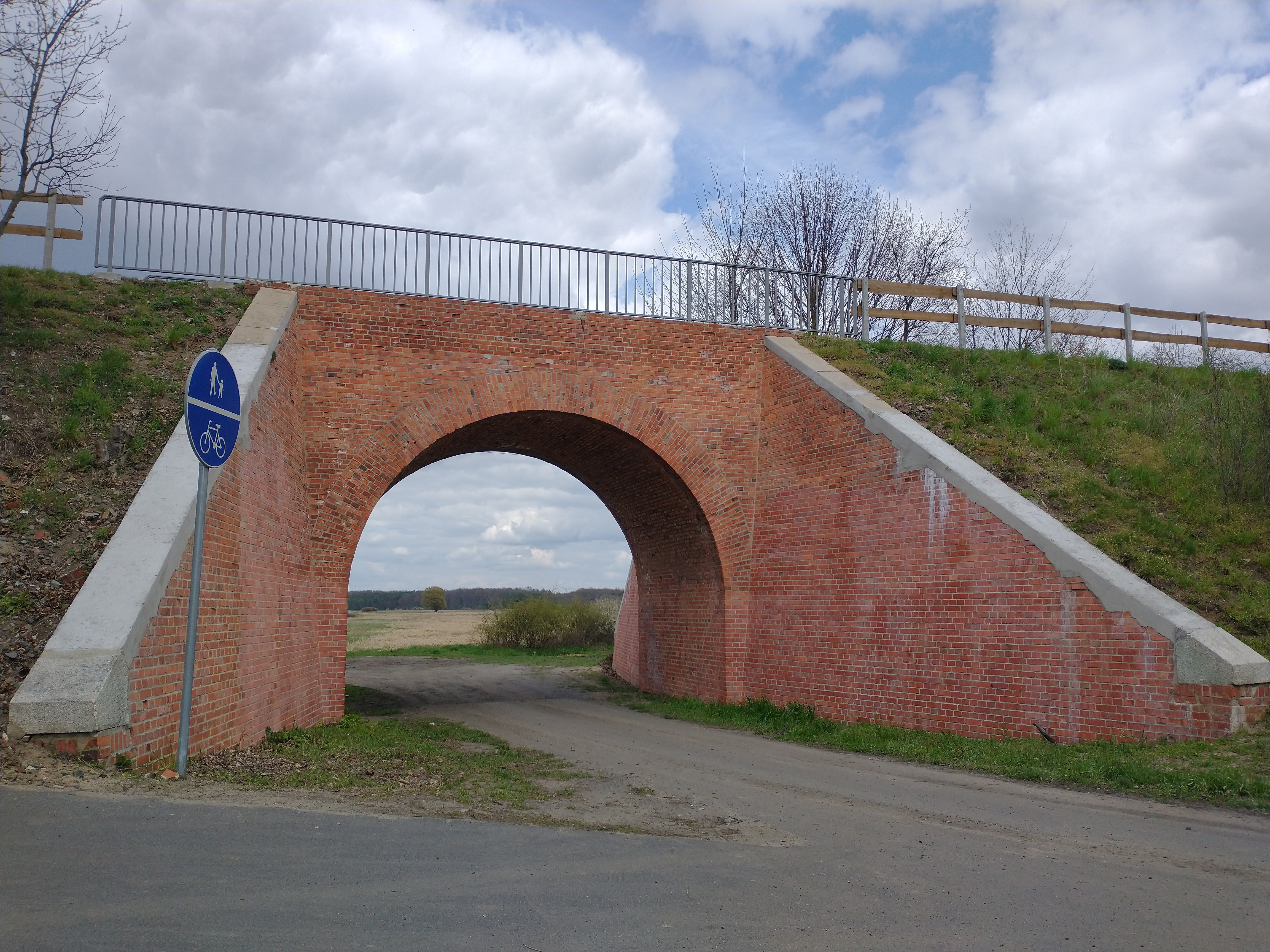
Wiadkut przed mostem kolejowym w Stanach
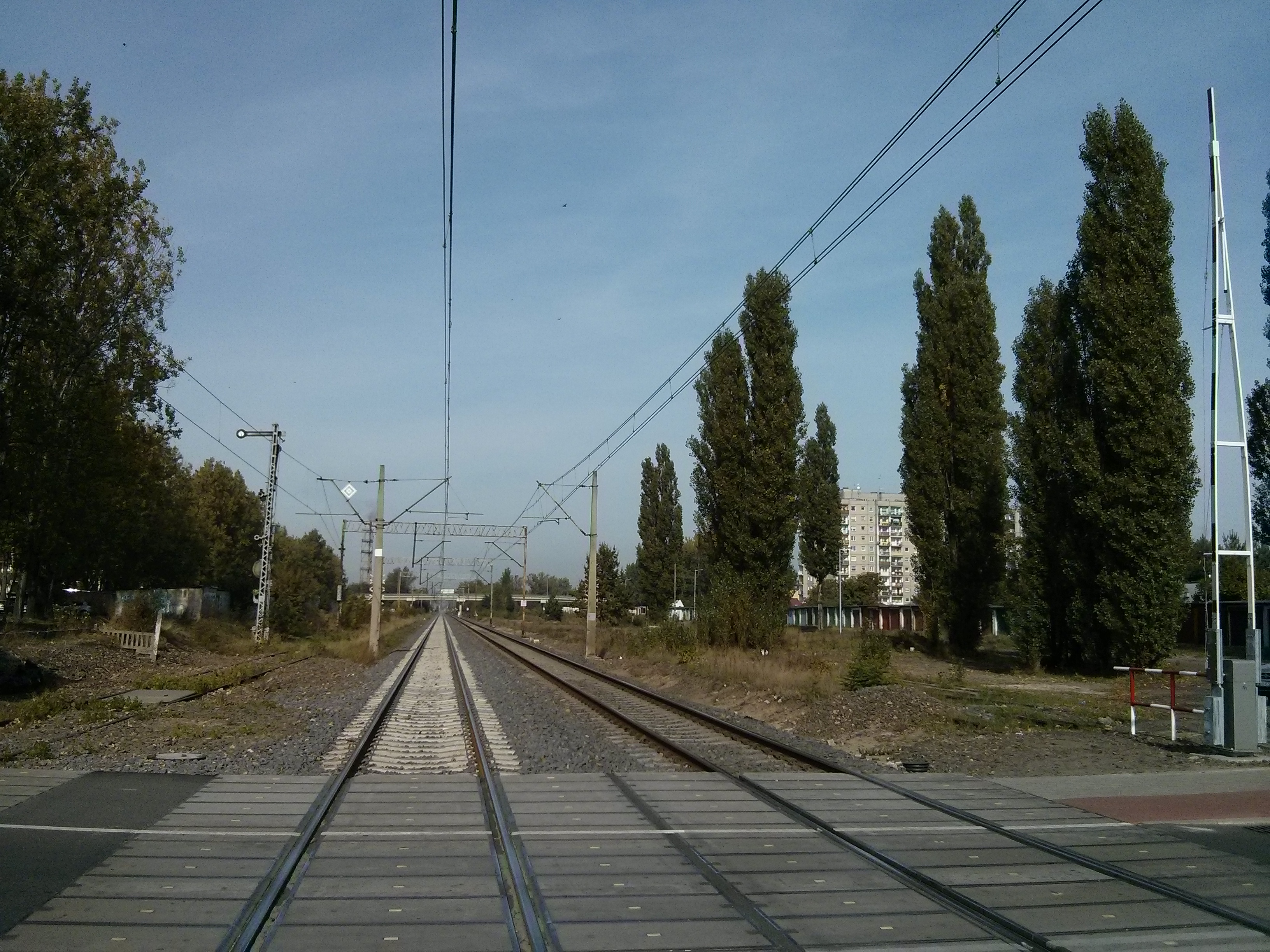
Przejazd kolejowo-drogowy w ciągu ul. 1 Maja
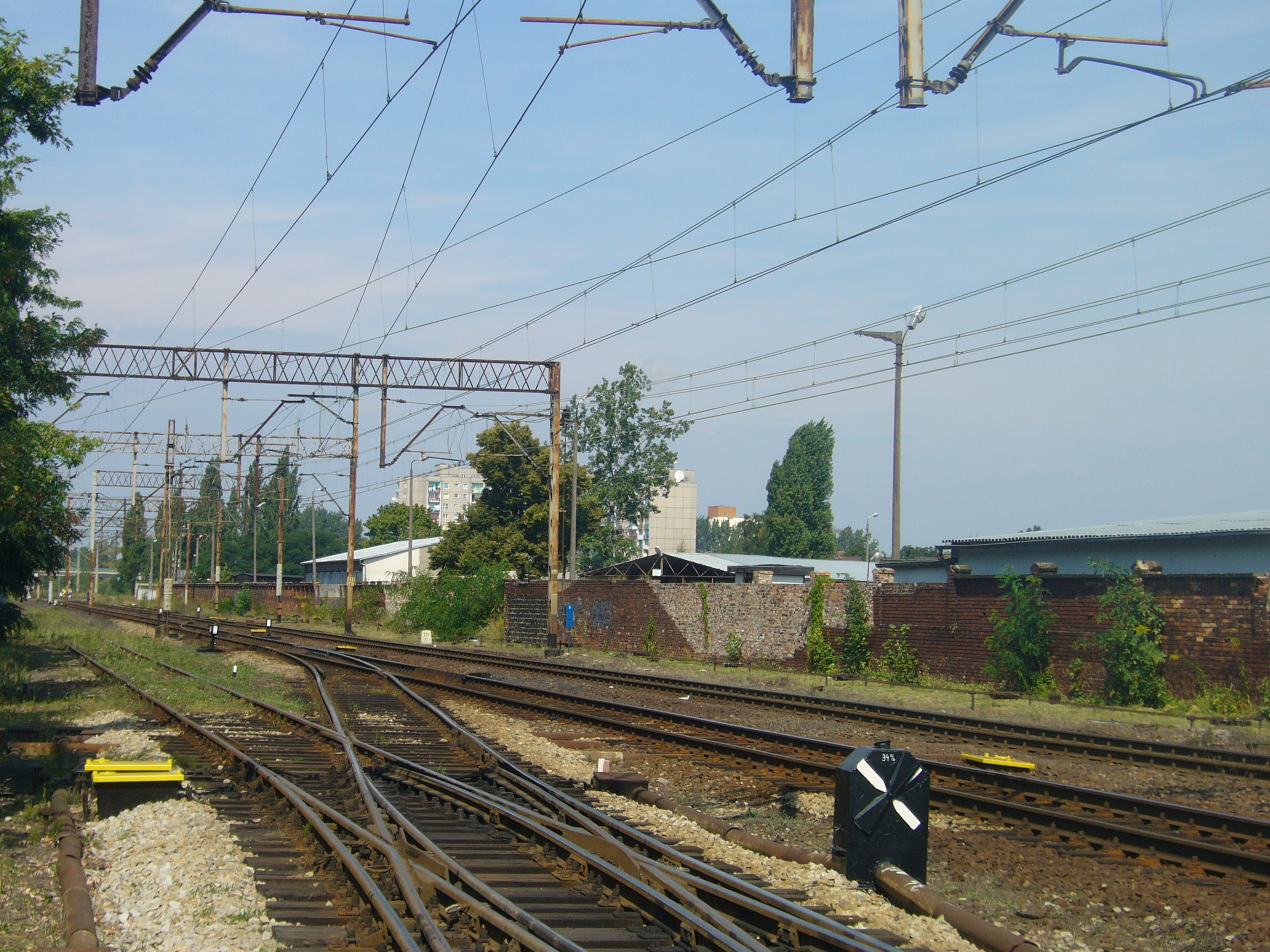
Rozjazd krzyżowy numer 34 na stacji w Nowej Soli